# Wernesbach
Der Wernesbach ist ein rechter Zufluss der Göltzsch im sächsischen Vogtland in Deutschland.

## Geographie

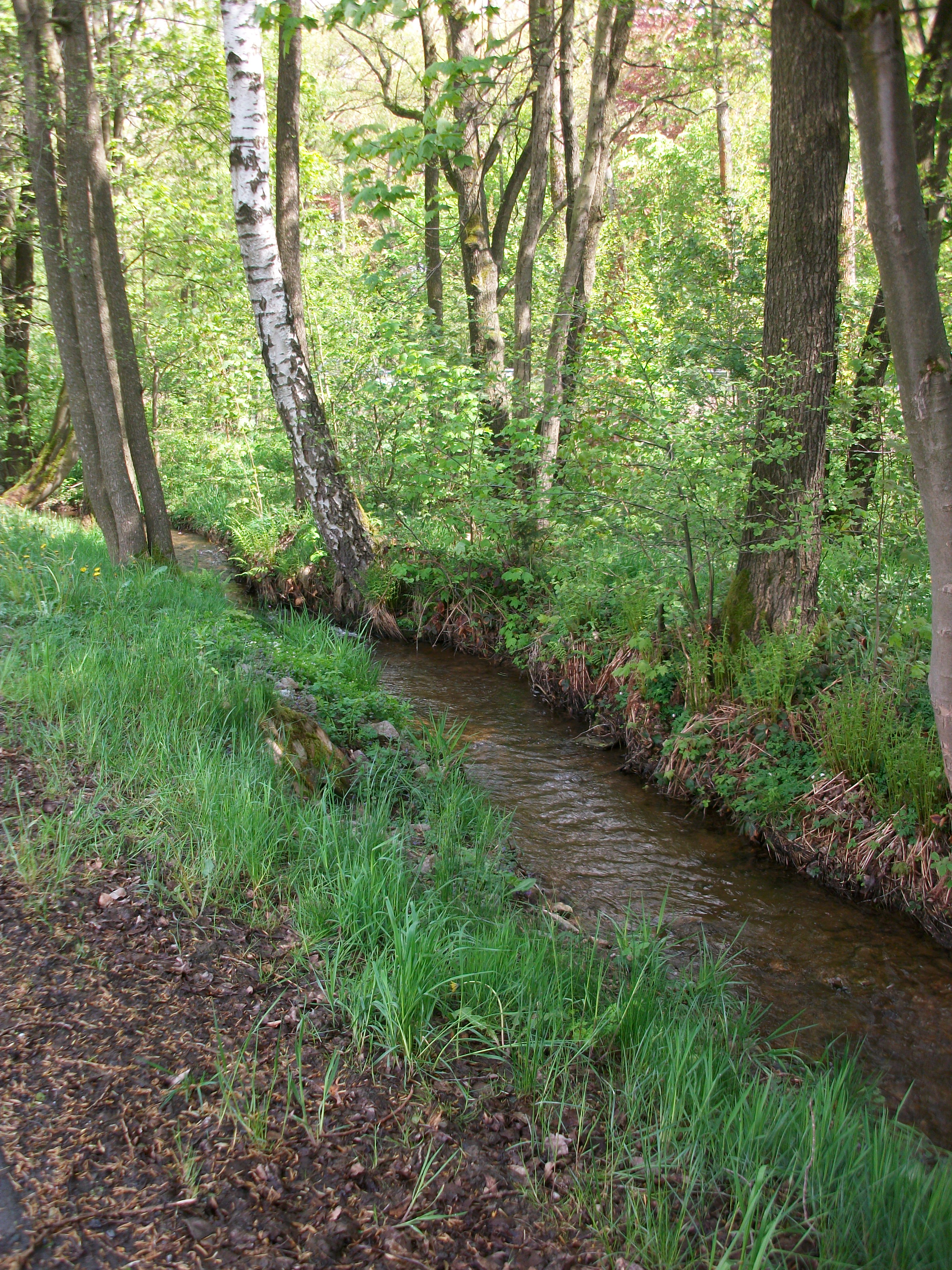
Der Wernesbach zwischen Rothenkirchen und Wernesgrün und …

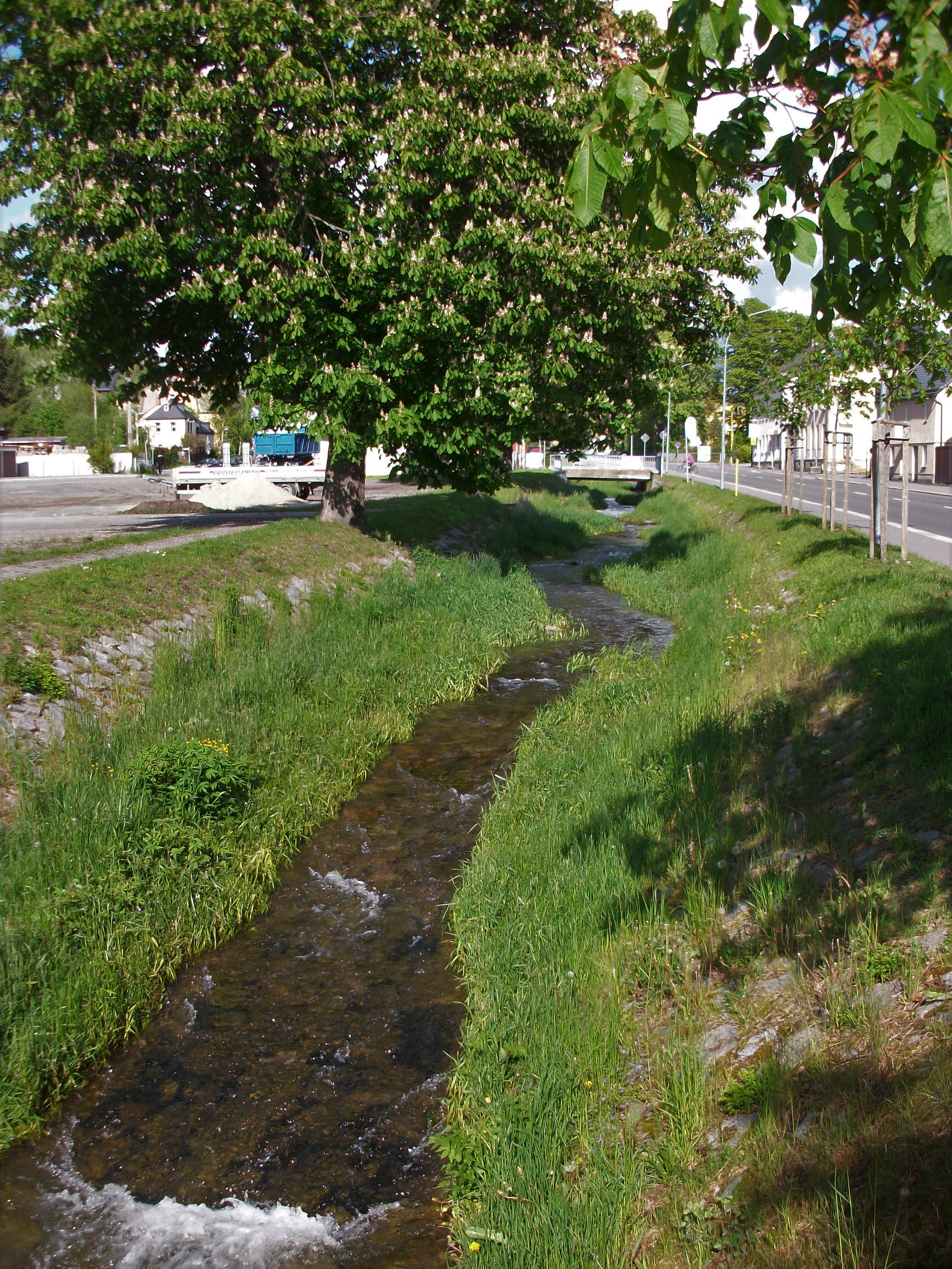
… gegenüber des Rodewischer Rathauses wenige hundert Meter vor der Mündung in die Göltzsch (jeweils direkt an der B 169 verlaufend).

### Verlauf
Der Wernesbach, 1493 erwähnt als Wehrnsbach in einem Freiheitenbrief für das spätere Messingwerk Niederauerbach, entspringt in den Wäldern am Nordhang des Kuhbergs südlich von Rothenkirchen und fließt zunächst in nördlicher Richtung. Nach dem Erreichen der Wiesen wendet er sich nach Nordwesten, an einer Brücke, über die die Bundesstraße 169 geführt wird, ändert er die Fließrichtung, durchfließt Wernesgrün und mündet im Stadtgebiet von Rodewisch in der Nähe der Feuerwehr in die Göltzsch. Ab Wernesgrün durchfließt er ein bis zu 100 Meter tiefes Kerbsohlental, in dem auch die Bundesstraße 169 verlegt ist. Dieses Tal weitet sich in Rodewisch zu einem Sohlental. Das Tal des Wernesbachs verengt sich in den Kontaktzonen des Eibenstocker Granitmassives. Zwei namenlose Nebengewässer speisen den Wernesbach auf der rechten Seite. Sie münden kurz vor und in Rodewisch. Linke Nebengewässer sind der Holzbach, der südlich des Kuhbergs in einer Höhe von 700 m ü. NHN entspringt, und der aus Schnarrtanne nach Norden fließende Roßbach, der beim Wernesgrüner Hammerhaus mündet. Zwei weitere Nebenbäche, darunter ein am Nordhang des Kuhbergs entspringender und der östlich von Rützengrün seinen Lauf beginnende Taubenbergbach, speisen den Wernesbach von Süden.
Der Wernesbach ist in Teilen verrohrt.

### Einzugsgebiet
Das Einzugsgebiet des Wernesbachs umfasst 20,9 km². Der Wernesbach fließt nach der Naturraumkarte von Sachsen in der Mesogeochore „Westrandstufe des Erzgebirges bei Auerbach“ und durch die Mikrogeochoren „Kuhberg-Rücken“, „Wernesbach-Tal“ und „Auerbacher Göltzsch-Tal“.

### Zuflüsse
Hierarchische Liste der Zuflüsse, jeweils von der Quelle zur Mündung. Auswahl.
- Waldbach, von links vor Wernesgrün
- Holzbach, von links nach Wernesgrün
  - Schwedenbach, von rechts gegenüber Hahnenhäuser
  - Hahnenhausbach, von links in Hahnenhäuser
- Roßbach, von links
- Taubenbergbach, von links
- Wiedenbergbach, von rechts vor Rodewisch
  - Saar, von rechts
- Wiesenbach, von links in Rodewisch

## Gewässergüte
Der Bach war durch Abwässer der Gemeinde Wernesgrün und der Brauerei in Wernesgrün stark belastet. Trotz Anbindung an die Abwasserbehandlungsanlage in Rodewisch 1986 besitzt der Wernesbach nur die Güteklasse II bis III.